# Séverin Robert
Séverin Robert (Plaimbois-du-Miroir, le 20 mars 1840 — Besançon, le 5 avril 1886) est un ouvrier-horloger comtois et syndicaliste fondateur d'une section locale de l'AIT, s'illustrant dans les préparatifs d'un projet de Commune de Besançon.

## Biographie
Jeunesse et formation
Séverin Robert est né le 20 mars 1840 à Plaimbois-du-Miroir, village rural du canton de Morteau,. Cadet d'une famille de neuf enfants, son père est un instituteur d'originaire paysanne à la foi pieu et autoritaire. Après avoir refusé de passer son certificat d'étude et de sonner les cloches de l'église à Pâques, lors de la Fête-Dieu de 1852 ou 1853 il porte l'encensoir mais glisse sur une bouse de vache provoquant la furie du curé et sa fugue,. Chassé du foyer, il retrouve des proches en Suisse et se forme comme apprenti-graveur pour enfin gagner Besançon qui est alors considérée comme la capitale de l'horlogerie. Marié et père, il assume ses conceptions anticléricales et refuse de faire baptiser ses enfants.
AIT et Commune
Il prend contact avec des horlogers suisses dès 1867, dont Fritz Heng à La Chaux-de-Fonds en octobre 1869, et par la suite Émile Aubry à Rouen ou encore Eugène Dupont à Londres, afin de créer l'Association ouvrière des graveurs et guillocheurs de Besançon. Après plusieurs réponses de ses camarades, Robert entreprend de donner un aspect légal en soumettant les statuts d'une société de prévoyance au Préfet Louis Véron de Farincourt. Alors que ses démarches d'officialisation sont encore en suspens, le 13 mars 1870 une section directement affiliée à l'AIT est lancée,,,,,,, sans l'aval des Autorités. Le préfet tente d'opposer un veto le 1er avril 1870, mais plusieurs dizaines d'adhérents sont déjà comptés et d'importantes souscriptions réalisées en soutien des grévistes du Creusot. Robert et neuf de ses camarades sont poursuivis (Ph. Borel, J. Chevrier, V. Julien, J. Melin, L. Moreau, F. Ormancey, F. Petit-Jean, E. Robillier, et E. Wys), le ministre de la Justice Émile Ollivier exigeant l'arrestation immédiate de tous membre de l'AIT auprès de l'ensemble des magistrats de France dont celui de Besançon. Sur 130 à 140 associés, seuls les dix membres du bureau sont visés ; ils sont jeunes, qualifiés, et sans antécédents.
Au cours d'un procès tenu le 24 juin 1870, les prévenus sont respectivement condamnés à des amendes de 100 et 25 francs pour avoir fait partie d'une organisation non autorisée de plus de vingt personnes,. Malgré une peine jugée clémente, la formation est sévèrement touchée, mais ses membres continuent les activités souterraines et le dialogue notamment avec la Suisse. Lors des municipales de 1871, Séverin Robert se présente et récolte 1 361 voix soit 27,7% des suffrages exprimés,,. Aucun élément ne démontre sa participation directe aux préparatifs et événements de la Commune de Besançon, se signalant uniquement par un acte de défiance durant l'été 1871 en brandissant à ses fenêtres un calicot orné d'une Marianne brisant ses chaînes.
Il apparaît à l'écart de la réorganisation des formations ouvrières après 1875, étant référencé comme artisan indépendant à Besançon jusqu'à sa mort d'une hémorragie cérébrale le 5 avril 1886 à l'âge de 46 ans,.